# Joannes Sareyns
Johannes (Jean) Sareyns (Nieuwpoort, begin 16e eeuw – Leiden, ca. 1555) was een vooraanstaande letterkundige uit de Nederlanden die meehielp om de klassieke talen uit de vergetelheid te halen. Het weinige dat over hem bekend is, is doorgegeven door de biograaf Franciscus Sweerts, ofwel Sweertius (1567–1629).
Sareyns studeerde Grieks en Latijn. Voordat de eerste godsdiensttroebelen zich voordeden, verhuisde hij naar Leiden, waar hij een cursus Latijn en Grieks opende.

## Publicaties
- Grammatices prima rudimenta, 1554.
- Syntaxeos graecae et latinae methodus, Antwerpen, 1554.